# Castillo de Chenonceau

El castillo de Chenonceau (en francés: château de Chenonceau), también conocido como el «castillo de las damas», es un castillo de estilo residencial del siglo XVI situado en la comuna francesa de Chenonceaux, en el departamento de Indre y Loira, y que forma parte de la serie de castillos comúnmente conocidos como «castillos del Loira».

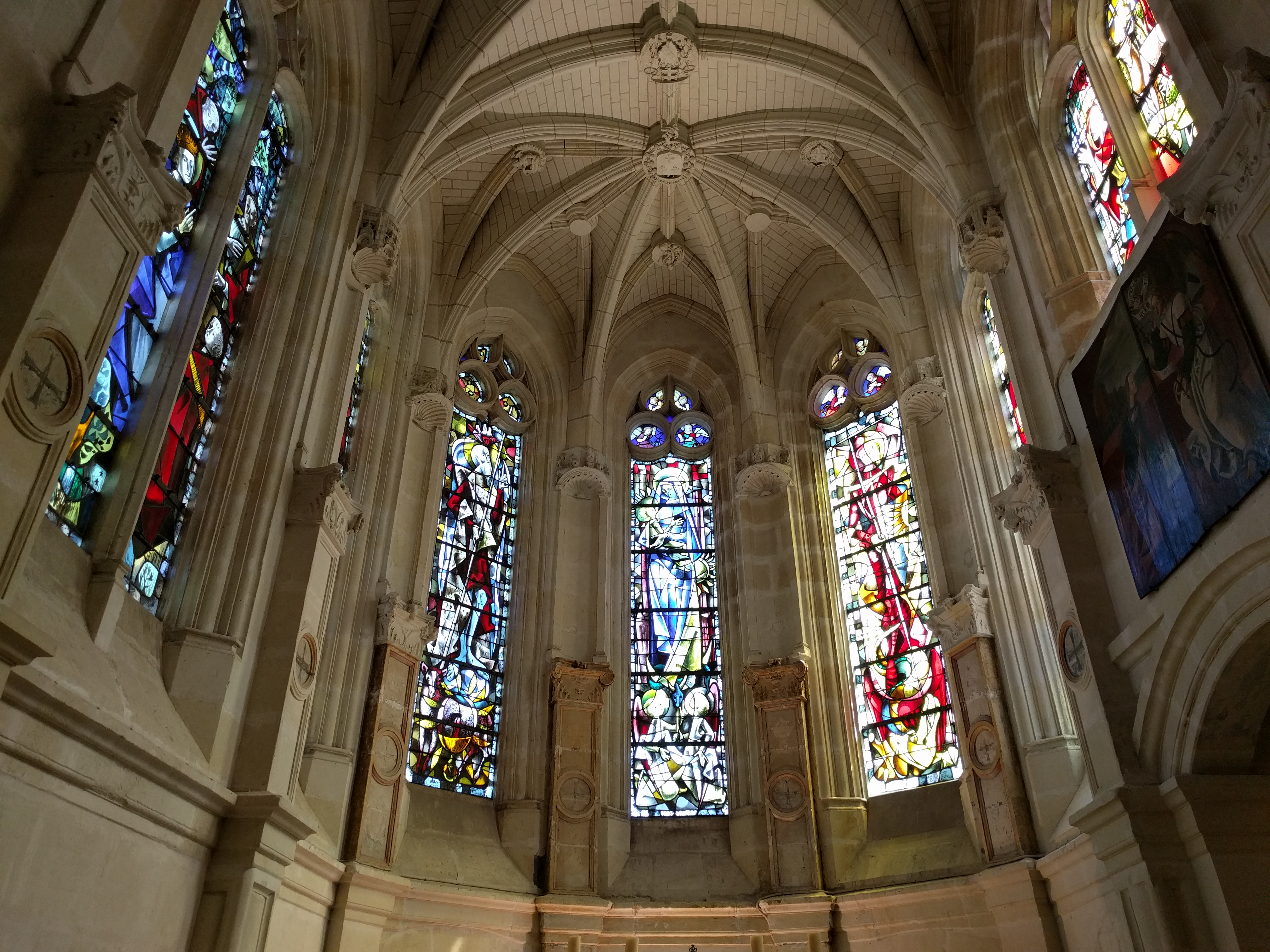
Capilla.

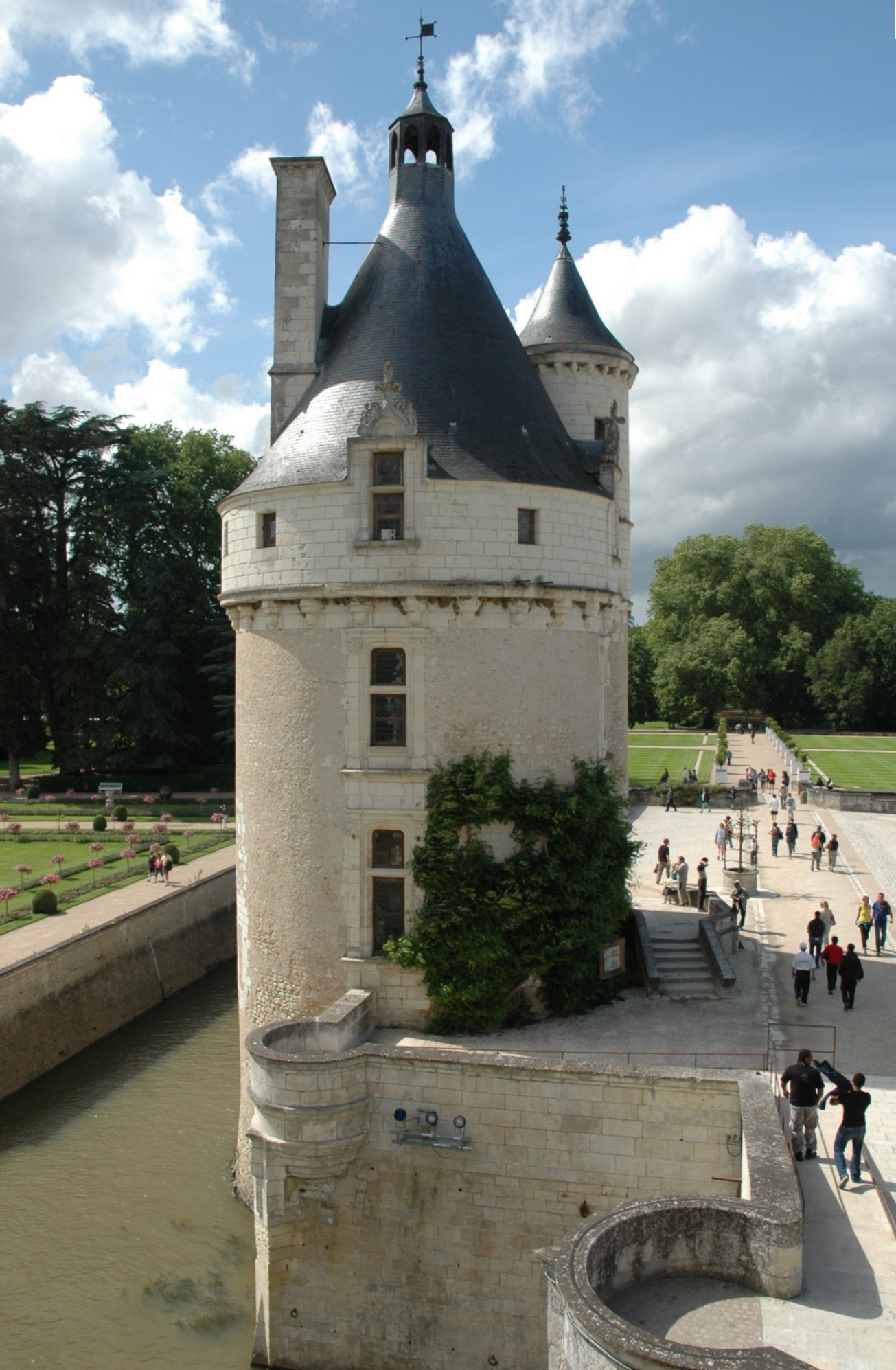
La Tour des Marques, única parte superviviente del primitivo castillo prerrenacentista.

Por otra parte, se trata del Monumento Histórico en manos privadas más visitado de toda Francia, e incluye varios jardines, un parque y una plantación vitivinícola. El castillo, que sustituyó a otro anterior, no solo posee importancia en tanto que obra de arte, sino que además ha gozado de una activa presencia en la historia de Francia.

## Historia

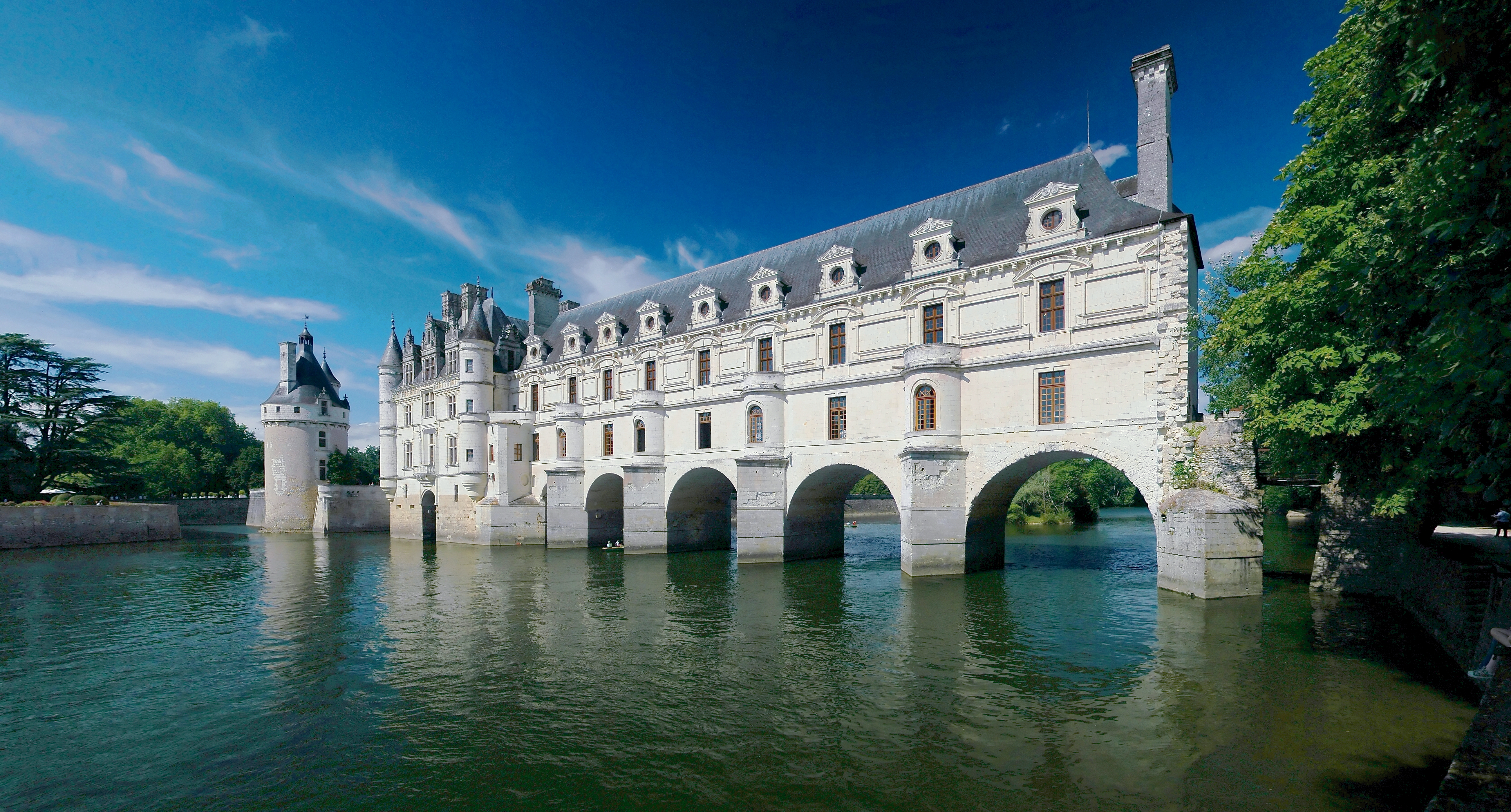
Vista de las arcadas del Puente de Diana, sobre el que Jean Bullant edificó la galería en 1576-1577.

La primera cita de la existencia del lugar de Chenonceaux corresponde al siglo XI, documentándose en los siglos XIII a XV la presencia de una residencia feudal, cuya propiedad pertenecía a la familia de los Marques. En 1411 una orden real obligó a los Marques a destruir su casa solariega con motivo de su participación en actividades contra el rey. Posteriormente, en 1432, Jean Marques ordenó la construcción de un castillo y un molino fortificado sobre los anteriores cimientos.

### Edad Moderna
El castillo actual fue edificado en el cauce del río Cher, sobre los pilares de un molino fortificado y del anterior castillo fortificado que se había comprado a la familia de los Marques. Este último fue derribado, a excepción de la torre del homenaje del mismo (la Tour des Marques o torre de los Marques, que luego se adaptó al estilo renacentista) y del pozo adyacente. El cuerpo residencial cuadrado fue construido entre 1513 y 1521 por Thomas Bohier, secretario de la hacienda del rey Francisco I. 
Puesto que Thomas estaba ocupado en asuntos bélicos, fue especialmente su esposa, Katherine Briçonnet, quien se encargó de dirigir los trabajos del castillo. Bohier era intendente de impuestos y más tarde fue Intendente General de Finanzas de Carlos VIII, Luis XII, y finalmente de Francisco I y su divisa era: S'il vient à point m'en souviendra.

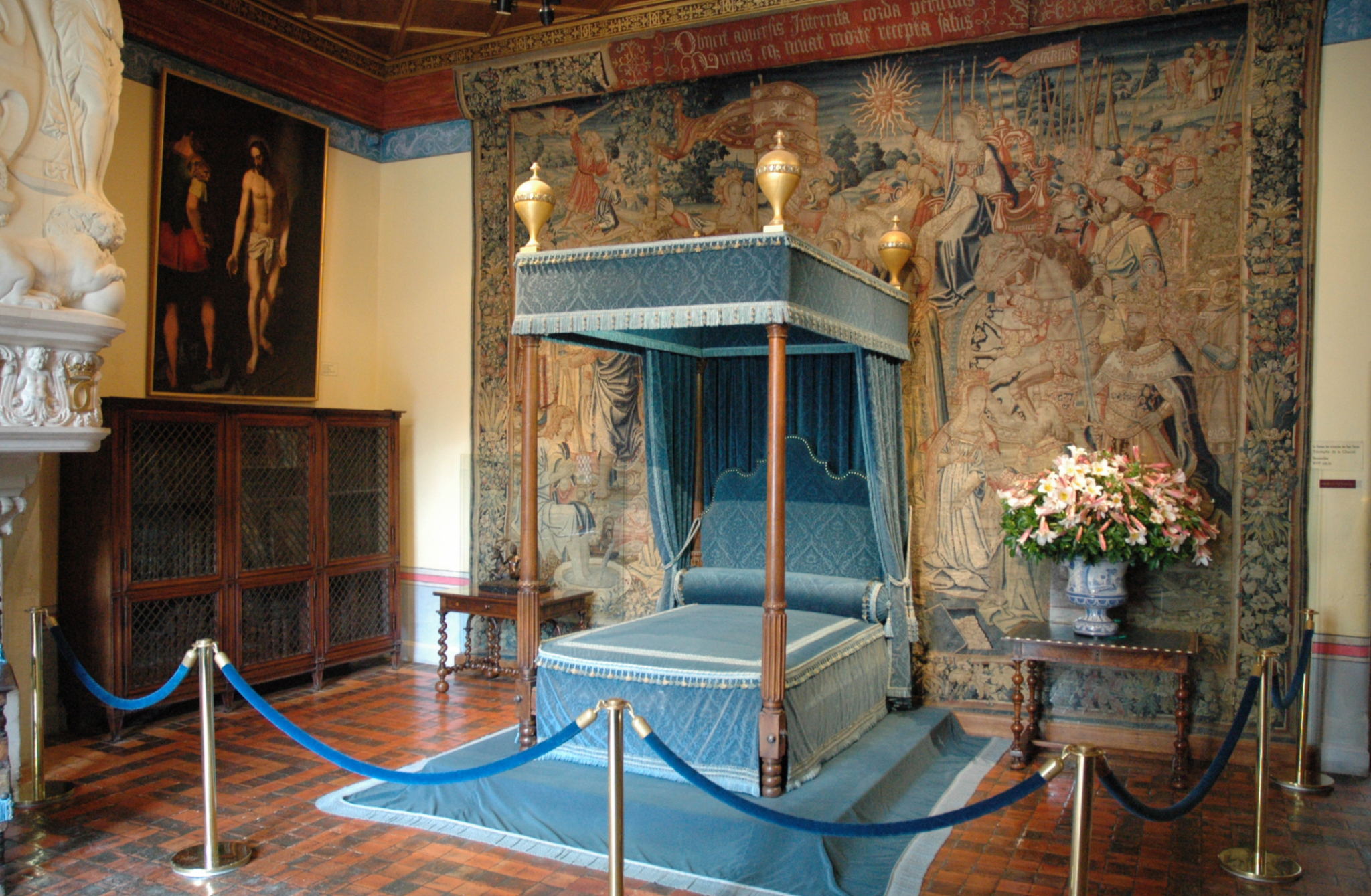
La cámara y la cama de Diana de Poitiers.

Tras el fallecimiento de Thomas Bohier, tuvo lugar una auditoría financiera, que puso de relieve la existencia de malversaciones de fondos, lo que permitió que Francisco I impusiese una fuerte multa a sus descendientes, así como que recuperase el dominio feudal y el castillo que se incluía en el mismo (1535). El castillo acabaría siendo regalado por Enrique II a su célebre favorita Diana de Poitiers, duquesa de Valentinois. Diana de Poitiers encargó a Pacello da Mercoliano que acondicionase en la orilla derecha del río Cher el jardín que todavía hoy lleva su nombre; a la vez que encargaba a su arquitecto habitual, Philibert de l'Orme, la construcción de un puente que uniese el castillo de Bohier con la orilla derecha del río, con la finalidad de establecer allí nuevos jardines. No obstante, este puente ya formaba parte de los planes originales de Thomas Bohier. Diana de Poitiers logró que Francisco I de Francia se instalase en el lugar junto a toda la corte.
Tras el fallecimiento de Enrique II, que resultó mortalmente herido (de forma accidental) durante un torneo celebrado en 1559 por el capitán de su guardia escocesa Gabriel I de Montgomery, Catalina de Médici, que pasó a ser la regente del Reino de Francia, obligó a Diana de Poitiers, su rival en el corazón del difunto rey, a que restituyese a la corona el castillo de Chenonceau. A cambio de dicha cesión, entregó a Diana el castillo de Chaumont-sur-Loire, que se encuentra a pocos kilómetros del de Chenonceau.
En tanto que reina madre, tras los sucesivos accesos al trono de sus hijos, Francisco II, Carlos IX y Enrique III, Catalina de Médici hizo que en 1576-1577 Jean Bullant edificase sobre el puente de Diana la galería que se puede contemplar actualmente, acabando de este modo de conferir al castillo de Chenonceau el estilo que hoy se puede admirar.
Tras recibir el castillo la visita de Luis XIV el 14 de julio de 1650, se bautizó a una de las salas del castillo como Salón de Luis XIV.

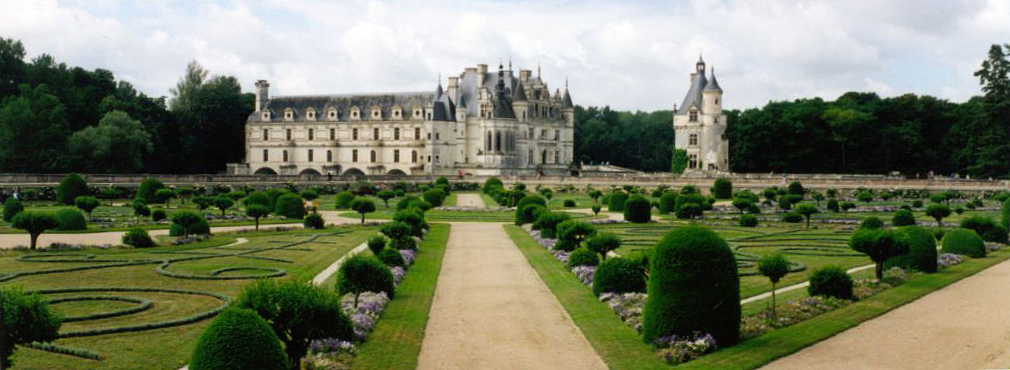
El castillo de Chenonceau visto desde los jardines de Diana de Poitiers.

La historia del castillo quedó marcada por las mujeres, tanto las que lo construyeron como las que en él residieron o fueron sus propietarias. Entre ellas destaca Luisa de Lorena-Vaudémont, la esposa del rey Enrique III de Francia cuya habitación, en el segundo piso del castillo, sigue manteniendo el duelo por su marido, asesinado en el año 1589. Una habitación está dedicada a las hijas y nueras de Catalina de Médici, La chambre des cinq Reines (La habitación de las cinco reinas: María Estuardo, Margarita de Valois, Luisa de Lorena-Vaudémont, Isabel de Austria e Isabel de Valois).
Sin embargo, acabados los fastos correspondientes a las fiestas regias del Renacimiento, el castillo retornó a manos privadas, al albur de diversas herencias y compraventas. Claude Dupin, un potente financiero de la época, adquirió el castillo en 1733 al duque de Borbón. Su segunda esposa, Louise Dupin, tuvo allí su salón de recepciones, en el que recibió por ejemplo a Voltaire, Fontenelle, Marivaux, Montesquieu, Buffon o Rousseau. Es precisamente a Louise Dupin a quien se atribuye la diferencia ortográfica entre el nombre de la localidad (Chenonceaux) y el del castillo (Chenonceau). Propietaria del castillo en los tiempos de la Revolución francesa y muy apreciada por los habitantes de Chenonceaux, quiso hacer un gesto que diferenciase a la monarquía, de la que el castillo era un símbolo eminente, de la república. Habría así cambiado la ortografía de Chenonceaux suprimiendo la «x» final. Aunque ninguna fuente confirme estos extremos, lo cierto es que la ortografía Chenonceau es hoy en día la aceptada mayoritariamente para designar al castillo.

### Edad Contemporánea

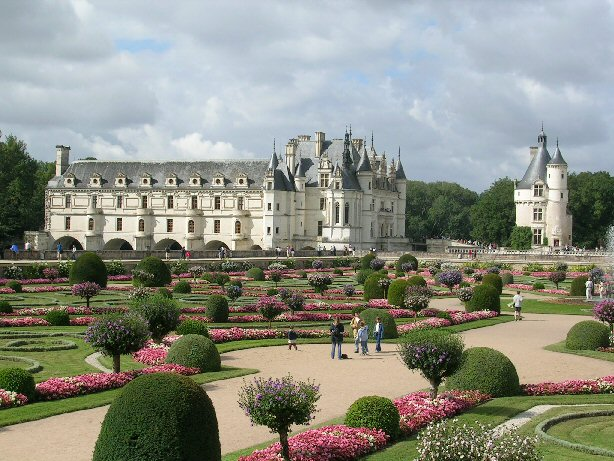
El castillo de Chenonceau, visto desde los jardines de Diana de Poitiers.

La construcción siguió en manos de la familia Dupin hasta 1864, cuando fue vendida a Marguerite Pelouze (Marguerite Wilson como nombre de soltera), hermana mayor del político Daniel Wilson. Marguerite adquirió el castillo y 136 hectáreas de terreno por el precio de 850.000 francos franceses, tras lo que emprendió la restauración del castillo, entre los años 1867 y 1878. La restauración se encargó a Félix Roguet, resultando una compleja y cara restauración. Como ejemplo, restituyó a su estado original la fachada de acceso que había sido modificada en tiempos de Catalina de Médici, parte de las escaleras, chimeneas renacentistas y la puerta de la capilla, dotada de esculturas de muy buena calidad.
Alguno de los frescos interiores de las estancias del castillo son obra de su amante el pintor Charles Toché (Nantes 1851-París 1916), un hombre bello, mal pintor, pero provisto de erudición y buen gusto según Paul Morand, quien le conoció en Venecia en 1909; realizó exposiciones en el Petit Palais de París en 1887, decoró con sus frescos el Teatro de Nantes, al igual que —entre otros edificios parisinos— Le Chabanais, célebre burdel frecuentado por el entonces príncipe de Gales, el futuro Eduardo VII de Inglaterra.
En el verano de 1879 madame Pelouze recibió en su orquesta de cámara a un joven pianista, Claude Debussy, y en 1886 Toché organizó para Jules Grévy, presidente de la República entre 1879 y 1887, «una fiesta nocturna en el río Cher, con la reconstitución del Bucentaure rodeado de góndolas» —una alegoría del Cher en la que figura un gondolero (tapicería de Neuilly, finales del siglo XIX) se exhibe expuesta en el vestíbulo de la segunda planta del castillo—.
Daniel Wilson (1840–1919), hermano de Marguerite Pelouze y diputado radical francés por el departamento de Indre y Loira en 1869 y 1871, y más tarde diputado por Loches (1876–1889), recibía en el castillo a la oposición republicana local; en octubre de 1881 se produjo en el castillo la recepción correspondiente a su matrimonio con Alice Grévy, hija del presidente Jules Grévy. Daniel Wilson fue el instigador del llamado escándalo de las condecoraciones, que salió a la luz el 7 de octubre de 1887.
En 1888, la propiedad fue embargada a petición de los acreedores de los propietarios, siendo adquirida por el Crédit Foncier de France. En 1891 fue comprado por José Emilio Terry, perteneciente a una familia de magnates cubanos de origen hispano-irlandés. En 1896 José Emilio vende la propiedad a su hermano Francisco Terry Dortycos, padre de Emilio Terry, el arquitecto, artista y decorador de interiores quien en 1934 compraría el castillo de Rochecotte. El 5 de abril de 1913, por medio de una subasta judicial fue adjudicada al precio de 1.361.660 francos a Henri Menier (1853–1913), personaje de la alta burguesía industrial y propietario del Chocolat Menier, pero Henri falleció en septiembre, siendo sucedido por su hermano Gaston (1854-1934), quien lo ha transmitido a sus descendientes.
Durante la Primera Guerra Mundial, como sucedió con tantos otros castillos y palacios franceses, Gaston Menier instaló en el castillo de Chenonceau un hospital militar, en el que recibieron cuidados médicos un total de 2.254 soldados heridos en combate. Durante la Segunda Guerra Mundial, el edificio se encontraba justo en la misma línea de demarcación, con parte del castillo dentro de la Zona ocupada por los alemanes y otra parte en la llamada Zona libre controlada por el gobierno de la Francia de Vichy. En 1944 una bomba lanzada por un avión cayó en las inmediaciones de la capilla, destruyendo los vitrales originales, que en la posguerra fueron sustituidos por otros obra de Max Ingrand.

## Arquitectura
El castillo presenta una planta cuadrada, con un vestíbulo central al que se abren cuatro habitaciones, una por cada lado. En la planta baja hay una capilla, junto con la habitación de Diana de Poitiers y el gabinete de trabajo de Catalina de Médici. Desde el final del vestíbulo se accede a la galería que se encuentra sobre el río Cher. La galería existente en la planta baja cuenta con un enlosado clásico en plan hipodámico, en forma de tablero de ajedrez en colores blanco y negro, siendo la parte del edificio que durante la Primera Guerra Mundial albergó un hospital militar. En la planta baja se encuentran igualmente la habitación de Francisco I y el salón Luis XIV.
Las cocinas se encuentran ubicadas en los pilares del molino anterior a la construcción del castillo. Se encuentran dotadas de un muelle de acceso directo a las mismas, lo que permitía la llegada de las mercancías a ellas destinadas en forma directa, sin tener que atravesar las dependencias nobles del castillo. Las escaleras, rectas y en dos tramos, resultan accesibles a través de una puerta que se encuentra en medio del vestíbulo. Por medio de las mismas se accede al vestíbulo de Katherine Briçonnet (esposa de Thomas Bohier a cuya fortuna se debe la reconstrucción del palacio), en el primer piso. En dicha planta encontramos de nuevo otras cuatro habitaciones: la habitación de las Cinco Reinas, la habitación de Catalina de Médici (situada justo encima de su gabinete decorado en verde), la habitación de César de Vendôme y la habitación de Gabrielle d'Estrées, la favorita de Enrique IV de Francia.
En el segundo piso del edificio, la habitación de Luisa de Lorena-Vaudémont sigue presentando el aspecto de luto por el fallecimiento de la esposa de Enrique III, destacando los colores negros dominantes del artesonado, las pinturas macabras que adornan las paredes, el reclinatorio encarado hacia la ventana y la diversa decoración de tipo religioso evocadora del duelo por Luisa de Lorena-Vaudémont.

## Jardines
El castillo de Chenonceau cuenta con dos jardines principales: el jardín de Diana de Poitiers y el jardín de Catalina de Médici, situado cada uno de ellos a un lado de la Tour des Marques, único vestigio de la primitiva fortaleza desaparecida con la construcción del castillo actual. La decoración floral de los jardines, que se renueva cada primavera y verano, requiere el aporte de 130.000 plantas, que se cultivan en el propio dominio de la finca, en el huerto.

### Jardín de Diana de Poitiers

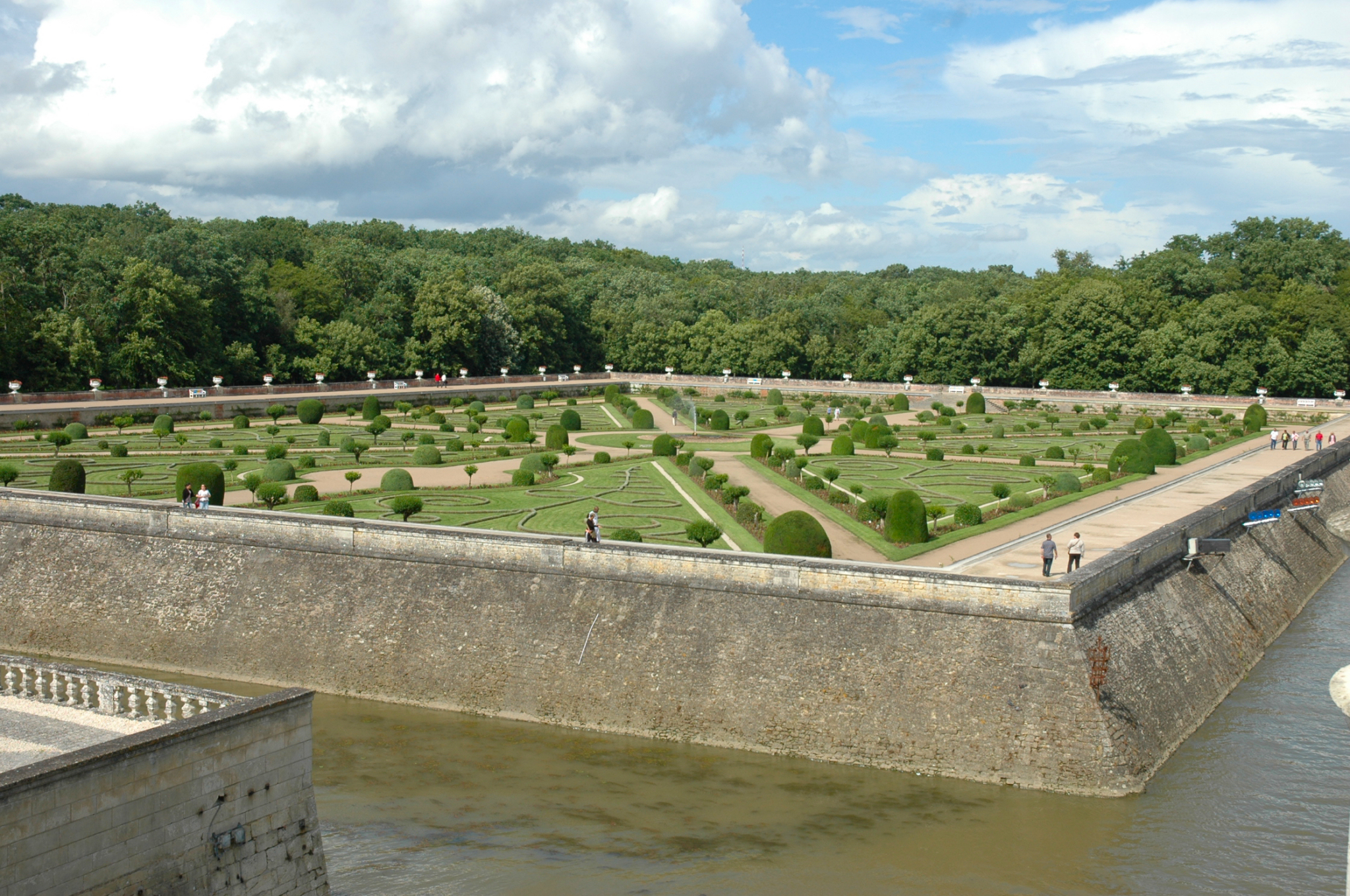
Jardín de Diana de Poitiers.

El jardín más conocido es el de Diana de Poitiers, al que se accede a través de la casa del Regidor (la Cancillería), construida en el siglo XVI, al pie de la cual se encuentra un embarcadero, adornado por una viña, un acceso indispensable para todo paseo sobre el río Cher. En su centro se encuentra un surtidor de agua, descrito por Jacques Androuet du Cerceau en su libro Les plus excellens bâtiments de France (1576). De una concepción sorprendente para la época, el chorro de agua brota de una gruesa piedra tallada en consecuencia y recae «en gavilla» hacia un receptáculo pentagonal de piedra blanca.
El jardín de Diana de Poitiers se encuentra protegido de las posibles crecidas del río Cher por medio de unas terrazas elevadas sobre el mismo, desde las cuales se puede admirar una espléndida vista sobre los jardines, sobre sus parterres floridos y sobre el propio conjunto del castillo. La decoración de los jardines se efectúa mediante un diseño de 8 triángulos de césped, con unas volutas floridas de 3.000 m de longitud. Por otra parte, el jardín posee un embarcadero, que permite acceder a paseos por el río Cher.

### Jardín de Catalina de Médici

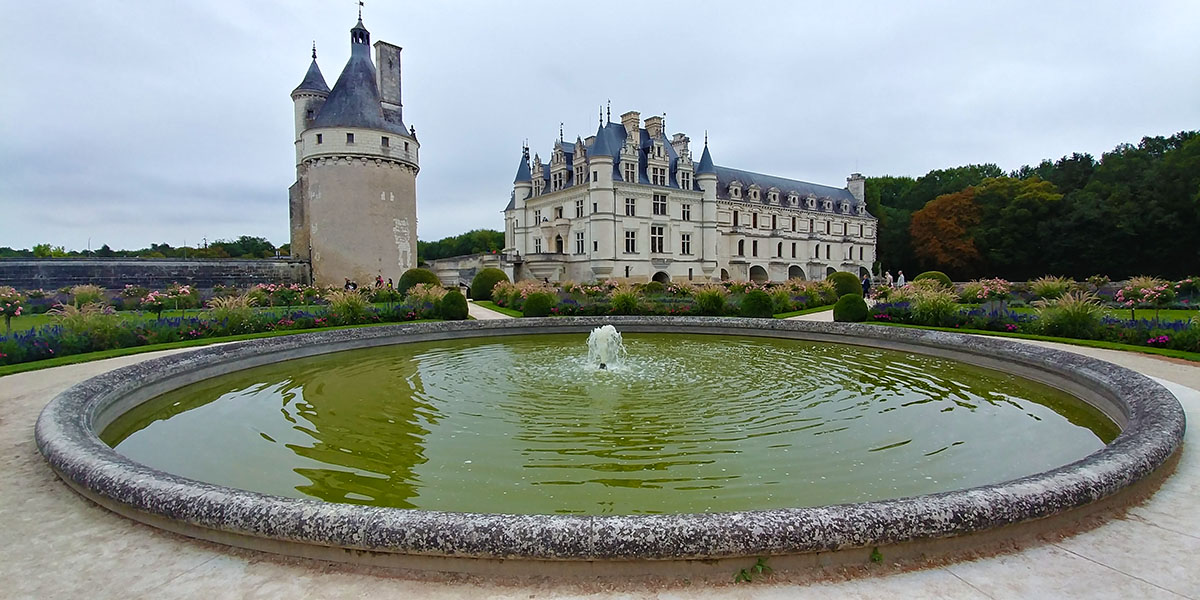
Vista del castillo desde el Jardín de Catalina de Médici

Por el contrario, el jardín de Catalina de Médici, que se encuentra al lado oeste del castillo, es de una concepción más intimista, y se encuentra construido en torno de un estanque central. Está rodeado por un foso que se alimenta con las aguas del río Cher y que delimita su perímetro por el este. Un muro de yedra marca el límite del jardín por su zona norte, quedando el conjunto del jardín formado por cinco paneles de césped agrupados alrededor del estanque central, estando el césped adornado por bandas de lavanda.

### El Laberinto

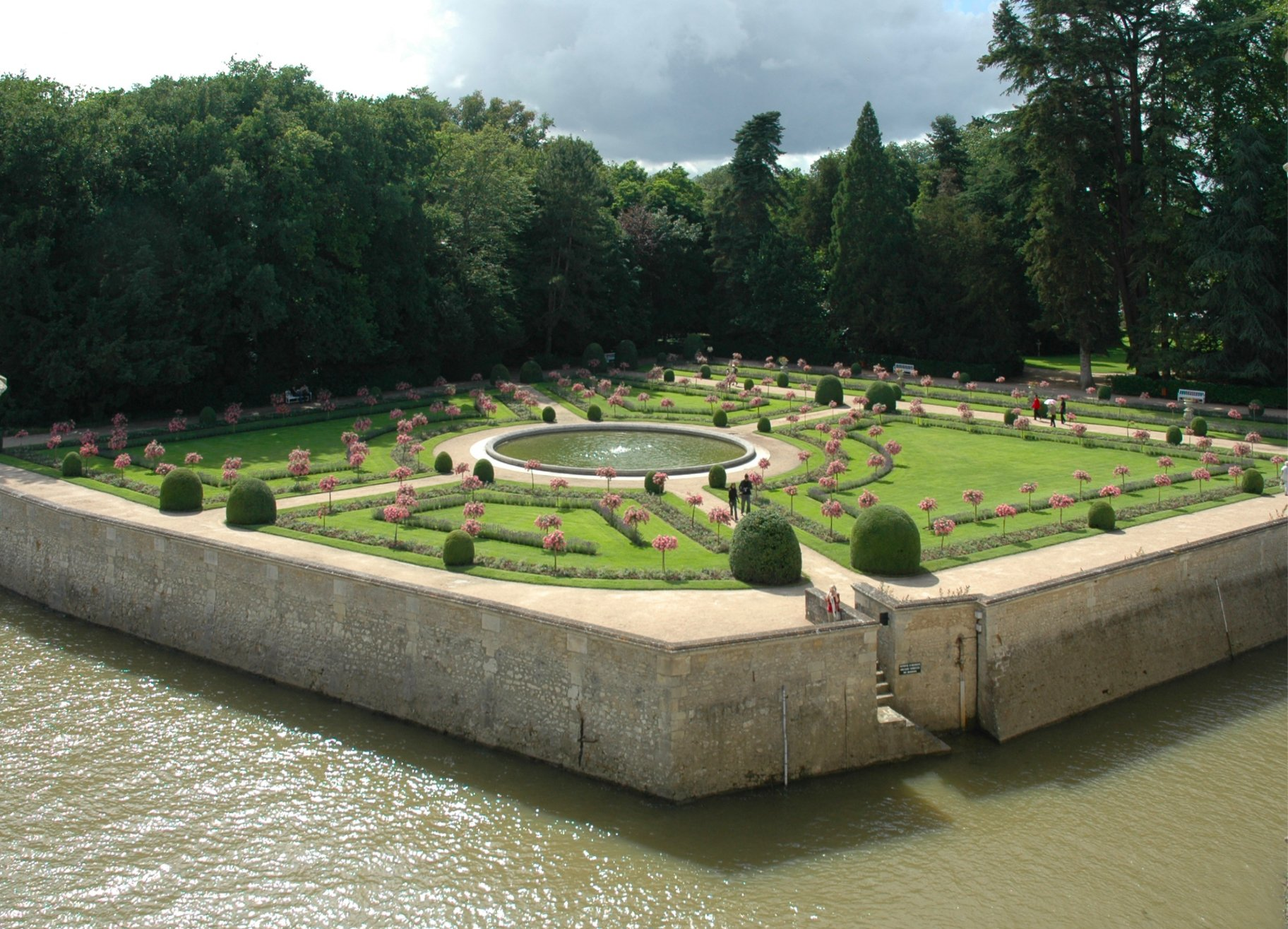
El jardín de Catalina de Médici, en una vista desde el propio castillo de Chenonceau.

Los jardines del castillo de Chenonceau cuentan por otra parte con un laberinto, siendo el actual una reconstrucción del existente en tiempos de Catalina de Médici. El laberinto, de forma circular, ocupa una superficie de más de 1 ha, y está formado por unos 2.000 tejos recortados en forma de seto a 1,30 m de altura. Un carpe rodea el laberinto, recortado en forma de 70 arcos diferentes, en cuyos huecos se insertan bojs y yedras. En el centro del laberinto existe una glorieta sobreelevada, que permite la vista del conjunto del laberinto, y que está confeccionada en mimbre, junto a una estatua de Venus. También se encuentran en el laberinto las cuatro cariátides que Catalina de Médici añadió a la fachada del castillo y que madame Pelouze retiró en el curso de la reconstrucción que dirigió.

### La granja delsigloXVI
Junto al castillo se encuentra una granja, residencia rural, restaurada en los últimos años del siglo XX, aunque data del siglo XVI. Su amplio patio es actualmente destinado a parque infantil de juego y con gran cantidad de personas al día.

### LaOrangerieo Jardín verde
También cuenta con la llamada Orangerie (naranjal), diseñado por Bernard Palissy y que reúne a árboles de gran porte plantados en una zona cubierta de césped.